# Coupe d'Afrique de rugby à XV 2000
Navigation
Coupe d'Afrique 2001
La Coupe d'Afrique de rugby à XV 2000 est une compétition organisée par la Confédération africaine de rugby qui oppose les six meilleures nations africaines. Elle se termine par la victoire de l'Afrique du Sud - U23, vainqueur en finale du Maroc sur le score de 44 à 14.

## Équipes engagées
| Équipe               | Participation (Pre) |
| -------------------- | ------------------- |
| Afrique du Sud - U23 | 1er (2000)          |
| Côte d'Ivoire        | Forfait             |
| Maroc                | 1er (2000)          |
| Namibie              | 1er (2000)          |
| Tunisie              | 1er (2000)          |
| Zimbabwe             | 1er (2000)          |

## Zone Nord
La Côte d'Ivoire est forfait pour l'ensemble du tournoi.

### Classement
| Rang | Nation  | J | V | N | D | Pm | Pe | Diff | Pts |
| ---- | ------- | - | - | - | - | -- | -- | ---- | --- |
| 1    | Maroc   | 2 | 2 | 0 | 0 | 52 | 29 | +23  | 4   |
| 2    | Tunisie | 2 | 0 | 0 | 2 | 29 | 52 | -23  | 0   |

|  | Qualifié pour la finale (no 1). |

### Détails des résultats
| 7 octobre 2000 | Maroc | 27 – 9 | Tunisie | Casablanca |
| 7 octobre 2000 |       |        |         | Casablanca |
| 7 octobre 2000 |       |        |         | Casablanca |

| 4 novembre 2000 | Tunisie | 20 – 25 | Maroc | Tunis |
| 4 novembre 2000 |         |         |       | Tunis |
| 4 novembre 2000 |         |         |       | Tunis |

## Zone Sud
L'Afrique du Sud est représentée par une équipe composée de joueurs de moins de 23 ans.

### Classement
| Rang | Nation         | J | V | N | D | Pm  | Pe  | Diff | Pts |
| ---- | -------------- | - | - | - | - | --- | --- | ---- | --- |
| 1    | Afrique du Sud | 4 | 4 | 0 | 0 | 259 | 43  | +216 | 8   |
| 2    | Namibie        | 4 | 2 | 0 | 2 | 93  | 204 | -111 | 4   |
| 3    | Zimbabwe       | 4 | 0 | 0 | 4 | 82  | 187 | -105 | 0   |

|  | Qualifié pour la finale (no 1). |

### Détails des résultats
| 17 juin 2000 | Afrique du Sud - U23 | 64 – 12 | Zimbabwe | Pretoria |
| 17 juin 2000 |                      |         |          | Pretoria |
| 17 juin 2000 |                      |         |          | Pretoria |

| 24 juin 2000 | Afrique du Sud - U23 | 91 – 3 | Namibie | Bloemfontein |
| 24 juin 2000 |                      |        |         | Bloemfontein |
| 24 juin 2000 |                      |        |         | Bloemfontein |

| 1er juillet 2000 | Zimbabwe | 26 – 64 | Namibie | Harare |
| 1er juillet 2000 |          |         |         | Harare |
| 1er juillet 2000 |          |         |         | Harare |

| 8 juillet 2000 | Namibie | 18 – 53 | Afrique du Sud - U23 | Windhoek |
| 8 juillet 2000 |         |         |                      | Windhoek |
| 8 juillet 2000 |         |         |                      | Windhoek |

| 15 juillet 2000 | Zimbabwe | 10 – 51 | Afrique du Sud - U23 | Harare |
| 15 juillet 2000 |          |         |                      | Harare |
| 15 juillet 2000 |          |         |                      | Harare |

| 22 juillet 2000 | Namibie | 41 – 34 | Zimbabwe | Windhoek |
| 22 juillet 2000 |         |         |          | Windhoek |
| 22 juillet 2000 |         |         |          | Windhoek |

## Finale
| 16 décembre 2000 | Maroc | 14 – 44 | Afrique du Sud - U23 | Casablanca |
| 16 décembre 2000 |       |         |                      | Casablanca |
| 16 décembre 2000 |       |         |                      | Casablanca |